# Avril 2024
Avril 2024 est le quatrième mois de l'année 2024.

## Événements
- 23 mars au 27 avril : 29e édition du Tournoi des Six Nations féminin.
- 30 mars au 7 avril : 65e championnat du monde masculin de curling en Suisse.
- 1er avril : en lien direct avec la Guerre entre Israël et le Hamas :
  - une annexe de l'ambassade d'Iran à Damas, en Syrie, est détruite par une frappe israélienne, causant 13 morts dont un commandant des Corps des gardiens de la révolution islamique ;
  - cinq volontaires de World Central Kitchen, dont des ressortissants britanniques, polonais, australiens et irlandais, sont tués dans une frappe aérienne israélienne au sud de Deir el-Balah (bande de Gaza)[1].
- 2 avril :
  - un enfant est tué et deux autres sont blessés lors d'une fusillade dans une école à Vantaa, en Finlande[2] ;
  - Bassirou Diomaye Faye devient président de la république du Sénégal, Ousmane Sonko est nommé Premier ministre ;
  - vingt-neuf personnes sont tuées et huit autres blessées dans un incendie dans une discothèque en rénovation à Istanbul, en Turquie[3].
- 3 avril :
  - élections sénatoriales au Pakistan ;
  - séisme à Hualien (Taïwan) ;
  - Taïwan affirme que plus de 30 avions de combat de l'armée de l'air chinoise ont pénétré dans l’espace aérien taïwanais et qu’au moins neuf navires de guerre de la marine chinoise ont été détectés autour de Taïwan ; les forces armées de la république de Chine ont été déployées en réponse à cette violation[4].
- 4 avril :
  - élections législatives au Koweït ;
  - la Russie lance plusieurs frappes de drones Shahed à Kharkiv, en Ukraine, tuant au moins cinq personnes et en blessant cinq autres[5] ;
  - onze personnes et cinq gardiens de la révolution sont tués au Sistan-Baloutchistan, en Iran, par des membres de Jaish ul-Adl, un groupe séparatiste du Baloutchistan[6].
  - la Force de défense du peuple birman déclare avoir lancé une attaque de 28 drones contre trois cibles à Naypyidaw, capitale administrative du pays[7] ; le Conseil administratif d'État déclare en avoir abattu 13 et qu'ils n'ont pas fait de dommages humains ou matériel[8].
- 4 avril au 14 avril : 25e édition du championnat du monde féminin de hockey sur glace aux États-Unis.
- 5 avril :
  - le Zimbabwe introduit une nouvelle monnaie nommée l'or du Zimbabwe ;
  - après que la police locale a arrêté l'ancien vice-président Jorge Glas à l'ambassade du Mexique à Quito en violation de l'article 22 de la Convention de Vienne sur les relations diplomatiques, le Mexique et le Nicaragua suspendent leurs relations diplomatiques avec l'Équateur[9] ;
  - à la suite des inondations de 2024 en Asie centrale, le barrage protégeant la ville d'Orsk en Russie du fleuve Oural s'est rompue, les autorités procèdent à une évacuation massive des habitants de la vieille ville ; 6 995 maisons résidentielles avec des parcelles de terrain sont inondées[10].
- 6 avril :
  - élection présidentielle en Slovaquie (2e tour), Peter Pellegrini est élu ;
  - une frappe de drone russe sur Kharkiv, en Ukraine, tue six civils et en blesse 10 autres. Au moins neuf immeubles de grande hauteur sont gravement endommagés, ainsi qu'une station-service[11].
- 7 avril :
  - la ville de Myawaddy en Birmanie tombe aux mains de la Force de défense du peuple après des semaines de combats et la prise des bases militaires du Conseil administratif d'État par l’armée Karen de libération nationale et ses alliés[12].
  - les forces israéliennes se retirent de Khan Younès, au sud de la bande de Gaza[13] ;
  - une attaque des Forces de soutien rapide tue au moins 28 civils dans la banlieue de Khartoum, au Soudan[14] ;
  - l'AIEA rapporte que l'unité 6 de la centrale nucléaire de Zaporijjia a été ciblée par une frappe de drone, bien que la sécurité nucléaire n'ait pas été compromise[15].
- 7 avril au 14 avril : tournoi de tennis de Monte-Carlo.
- 8 avril :
  - éclipse solaire totale ;
  - un ferry reliant Lunga (district de Mossuril) à l'île de Mozambique chavire au large de la province de Nampula, au Mozambique, tuant au moins 96 personnes et laissant 29 autres disparus[16] ;
  - plus de 100 civils dans le Kordofan du sud, au Soudan, sont tués après que les alliés des Forces de soutien rapide ont lancé des attaques dans des villages à travers l'État[17].
- 9 avril :
  - Dimitar Glavtchev devient Premier ministre de Bulgarie, Simon Harris est désigné Premier ministre d'Irlande et Bjarni Benediktsson est nommé Premier ministre d'Islande ;
  - la Turquie annonce qu'elle arrête l'exportation de marchandises dans 54 catégories vers Israël en réponse au fait qu'Israël empêche la Turquie de participer aux largages aériens humanitaires au-dessus de la bande de Gaza[18] ;
  - au moins 38 migrants sont morts dans le naufrage de leur embarcation au large de Djibouti en direction du Yémen[19].
- 10 avril :
  - élections législatives en Corée du Sud, l'opposition remporte les élections ;
  - un incendie dans un immeuble résidentiel densément peuplé de Kowloon, à Hong Kong, tue cinq personnes et en blesse 35 autres[20].
- 11 avril : trente-huit prisonniers s'évadent d'une prison à Moroni, aux Comores[21].
- 12 avril : les forces du Hezbollah lancent plus d'une quarantaine de roquettes sur le nord d'Israël, le groupe militant affirme que le barrage de missiles visait les positions d’artillerie de Tsahal[22].
- 13 avril :
  - au Pakistan, des hommes armés enlèvent et tuent neuf personnes dans un bus dans le district de Nushki, au Baloutchistan. Toutes les victimes, dont les corps ont été retrouvés sous un pont, semblent avoir été abattues à bout portant[23] ;
  - en Australie, six personnes sont tuées et sept autres blessées lors d'une attaque massive au couteau dans un centre commercial de Sydney ; l'agresseur est abattu par la police[24] ;
  - l’Iran lance 400 à 500 drones et missiles de croisière sur Israël depuis l’Iran, l’Irak, la Syrie, le sud du Liban et le Yémen[25] ;
  - vingt corps de migrants haïtiens sont retrouvés dans une embarcation sur un fleuve dans le nord du Brésil[26] ;
  - des violences entre Israéliens et Palestiniens surviennent en Cisjordanie après la découverte de la mort d'un adolescent Israélien disparu[27].
- 14 avril :
  - des bombardements de l'armée ukrainienne sur la ville sous contrôle russe de Tokmak font selon les autorités russes 16 morts dans la région de Zaporijjia, dans le sud de l'Ukraine[28] ;
  - des inondations dans les États arabes du Golfe font au moins vingt-quatre morts[29].
- 15 avril : une conférence internationale est organisée  à Paris (France) pour l'aide au Soudan[30].
- 15 avril au 29 avril : 45e édition des championnats d'Europe de boxe amateur.
- 16 avril :
  - un incendie se déclare dans le bâtiment de la Bourse de Copenhague au Danemark, datant du XVIIe siècle, notamment à cause de l'effondrement du célèbre Dragespir[31] ;
  - des scientifiques de l'Agence spatiale européenne annoncent la découverte de Gaia BH3, le deuxième trou noir le plus massif connu de la Voie lactée[32] ;
  - vingt-cinq civils sont tués par l'armée soudanaise et les paramilitaires à El Fasher, ville du Darfour Nord au Soudan[33].
- 16 au 17 avril : au Bled Strategic Forum (en), la Bulgarie devient le 25e État membre de Finabel[34].
- 17 avril :
  - élections législatives en Croatie, La coalition dirigée par le HDZ remporte le plus grand nombre de sièges, mais n'atteint pas la majorité ;
  - élections législatives aux Îles Salomon ;
  - au moins 14 personnes sont tuées et 60 autres blessées dans une frappe de missile russe qui a touché un immeuble de huit étages dans une zone densément peuplée de Tchernihiv (Ukraine)[35] ;
  - des scientifiques annoncent avoir découvert des restes fossiles de l'Ichthyotitan, le plus grand reptile marin actuellement connu, dans la formation de Westbury en Angleterre[36].
- 18 avril :
  - le commandant en chef des forces de défense du Kenya, Francis Omondi Ogolla (en), et neuf autres militaires meurent dans l'accident d'un hélicoptère Bell UH-1H Huey II[37], dans le Comté d'Elgeyo-Marakwet (en) (dans l'ancienne Vallée du Rift) ; deux personnes ont survécu[38],[39] ;
  - Au moins 10 personnes sont tuées et 23 blessées par l’explosion d’une mine dans le nord-est du Nigeria[40].
- 19 avril :
  - l'armée israélienne lance des missiles et des drones, sur des sites stratégiques proches de la ville iranienne d'Ispahan, des sites en Irak et des sites radar en Syrie[41] ;
  - les frappes de missiles russes tuent sept civils dans l'oblast de Dnipropetrovsk, dont cinq à Synelnykove et deux autres à Dnipro (Ukraine) ; plusieurs autres sont grièvement blessés[42] ;
  - Un bombardier Tu-22M3 de l'armée de l'air russe est abattu dans l'espace aérien russe au-dessus du kraï de Stavropol, après avoir lancé des missiles sur des cibles en Ukraine[43].
  - une soixantaine de personnes sont tuées dans le naufrage d'une baleinière sur la rivière M’poko, au sud-ouest de Bangui en Centrafrique[44].
- 19 avril au 1er juin : élections législatives en Inde.
- 20 avril :
  - Taïwan annonce avoir détecté vingt-et-un avions militaires chinois autour de l’île de Taïwan[45] ;
  - quatorze Palestiniens sont tués lors d'un raid israélien en Cisjordanie[46].
- 20 avril au 6 mai : Championnat du monde de snooker.
- 21 avril :
  - référendum constitutionnel en Équateur ;
  - élections législatives aux Maldives, La coalition du Congrès national du peuple et du Parti progressiste des Maldives du président Mohamed Muizzu remporte une large majorité de sièges ;
  - élections législatives au Pays basque, en Espagne ;
  - Selon des sources, 22 personnes sont tuées, dont 18 enfants, lors de frappes israéliennes nocturnes à Rafah, dans la bande de Gaza[47].
- 22 avril : début du chantier pour la ligne de train de grande vitesse Brightline West reliant Los Angeles à Las Vegas devant entrer en service en 2028[48].
- 23 avril :
  - un hélicoptère Eurocopter AS555SN Fennec et un AgustaWestland AW139 de la marine royale malaisienne entrent en collision lors d'une répétition pour un défilé aérien au-dessus de la base navale de Lumut, dans l'État de Perak ; les dix personnes à bord sont mortes[49] ;
  - 21 migrants sont tués après le chavirage de leur bateau au large de Djibouti[50] ;
  - cinq migrants se noient en tentant de traverser la Manche et 49 autres sont secourus[51].
- 24 avril : 
  - élection présidentielle en Macédoine du Nord ;
  - fin du siège de Myawaddy avec la victoire du Conseil administratif d'État.
- 25 avril :
  - premier vol du girodyne Airbus Helicopters RACER, un démonstrateur technologique, depuis Marignane[52] ;
  - des inondations en Afrique de l'Est tuent plus de 38 personnes. après des semaines de fortes pluies[53] ;
  - des inondations et des glissements de terrain tuent au moins 155 personnes en Tanzanie[54].

- 27 avril : un camion de munitions explose dans une base des Forces armées royales khmères de la province de Kampong Spoe, au Cambodge, tuant 20 soldats et détruisant plusieurs bâtiments[55].
- 28 avril : l'Ukraine se retire des villages de Berdychi, Semenivka et Novomykhailivka dans l'oblast de Donetsk[56].
- 28 avril au 5 mai :
  - championnat du monde de badminton par équipes féminines et masculines ;
  - 10e édition de La Vuelta Femenina en Espagne.
- 29 avril :
  - élections sénatoriales en république démocratique du Congo ;
  - élections législatives au Togo, l'UNIR remporte le plus de sièges ;
  - au moins 42 personnes sont tuées et des dizaines d'autres sont portées disparues après la rupture d'un barrage à Mai Mahiu (en), dans le comté de Nakuru au Kenya, au milieu de fortes pluies continues et d'inondations soudaines, dont le bilan total s'est élevé à plus de 120 morts[57] ;
  - un hélicoptère Mil Mi-17 du groupe aérien de l'Armée nationale colombienne s'écrase, tuant neuf soldats qui se trouvaient à bord[58].